# 770

## Naixements
- Herat: Abu-Ubayd al-Qàssim ibn Sal·lam, gramàtic àrab fill d'un mawla (convers) romà d'Orient.
- Miquel el Tartamut, emperador romà d'Orient.

## Necrològiques
- 28 d'agost: Koken Tenno, 46a i 48a Emperadriu del Japó.
- Du Fu, poeta xinès durant l'època de la dinastia Tang.
- Isaac I Bagratuní, patrici i generalíssim armeni.
- Abe-no-Nakamako, erudit, buròcrata i poeta japonès que va viure en l'era Nara.